# Palazzo Esercito

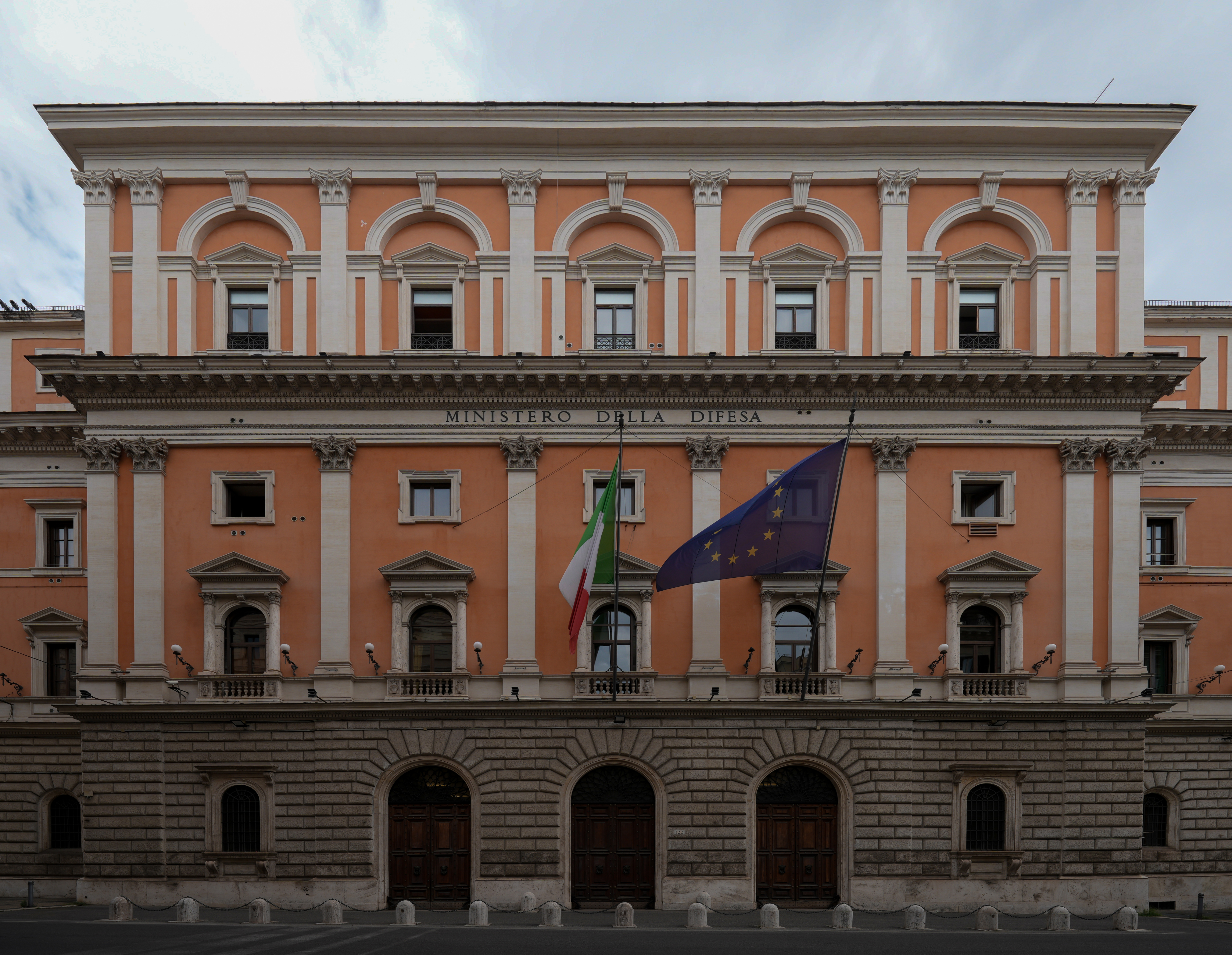
Vista do Palazzo Esercito a partir da Via XX Settembre.

Palazzo Esercito ou Palazzo del Ministero della Guerra é um enorme palácio localizado na altura do número 123 da Via XX Settembre e com fachada também na Via Firenze, no rione Castro Pretorio de Roma. 

## História

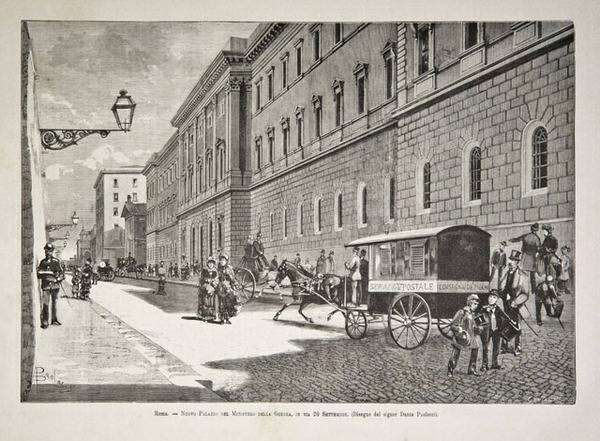
Mesma vista por volta de 1883 mostrando a igreja de San Caio onde hoje está a Via Firenze, que dá acesso à lateral do palácio.

O Palazzo Esercito foi construído em 1876, na época com o nome de Palazzo del Ministero della Guerra, numa área anteriormente ocupada por um convento de freiras carmelitas descalças "teresianas", da igreja de Santa Teresa alle Quattro Fontane, e "barberinas", de Santissima Incarnazione del Verbo Divino, ambas demolidas juntamente com seus conventos. O projeto e a construção foram conduzidos por dois militares, o capitão Bernardini e coronel Luigi Garaviglia. Mais tarde, a igreja de San Caio também foi demolida para permitir a abertura da Via Firenze, que serve de acesso ao palácio.
Atualmente o palácio é a sede do Secretariado-geral da Defesa, da Direção nacional de Armamentos e do Estado-Maior do Exército. No piso nobre estão a Sala del Balilla e a Sala della Vittoria Alata, dois elegantes ambientes decorados com móveis antigos e quadros importantes representando os momentos mais importantes da história da Itália. Atualmente, há dependências do Ministério da Defesa também no Palazzo Caprara e no Palazzo Moroni. No passado, serviram a este propósito também o Palazzo Calabresi, o Palazzo Bourbon Artom e o Palazzo Baracchini, todos eles nas imediações.

## Descrição
O edifício tem uma planta retangular articulada à volta de cinco pátios internos de dimensões variadas. A fachada principal, na Via XX Settembre, está subdividida horizontalmente em três faixas. O piso térreo, com janelas em arco de volta inteira e revestimento rusticado, o primeiro piso, caracterizado por janelas coroadas por tímpanos triangulares e o segundo piso, no qual se ambrem janelas retangulares com molduras simples. Há ainda um ático acima do imponente beiral, que se abre em pequenas janelas quadradas intercaladas por pares de lesenas. A parte central da fachada principal está ligeiramente projetado para frente em relação ao eixo das laterais e apresenta um piso adicional, mais elevado, com janelas enquadradas por cornijas arqueadas.